# Global Television Network

Logo

Global Television Network is een televisiestation in Canada.
Op deze zender worden veel series uitgezonden, waaronder de Amerikaanse serie Prison Break.